# Ministère de l'Innovation publique
Le ministère de l'Innovation publique (en danois : Minister for offentlig innovation) est un ministère danois qui supervise l'administration publique et sa modernisation.

## Attributions
Le ministère est chargé de la modernisation, la gestion, l'innovation et l'efficacité du secteur public, de la négociation collective dans le secteur public et de la numérisation et des administrations et entreprises publiques.

## Liste des ministres
| Nom | Nom          | Gouvernement        | Début du mandat  | Fin du mandat |
| --- | ------------ | ------------------- | ---------------- | ------------- |
|     | Sophie Løhde | Løkke Rasmussen III | 28 novembre 2016 | 27 juin 2019  |